# Vitry-sur-Seine
Vitry-sur-Seine is een gemeente in Frankrijk, 4 km ten zuiden van Parijs gelegen aan de Seine in de regio Île-de-France. De gemeente telde 95.282 inwoners op 1 januari 2022. De gemeente ligt in het arrondissement Créteil van het departement Val-de-Marne.

## Geschiedenis
Vitry was tijdens het ancien régime een landbouwdorp bekend voor zijn boomkwekerijen. Er waren ook steen- en gipsgroeven. De komst van de spoorweg halfweg de 19e eeuw zorgde voor een sterke groei. Er werden nieuwe woonwijken gebouwd. Aan het begin van de 20e eeuw kwam er ook industrie in de gemeente, die in 1897 de naam Vitry-sur-Seine heeft aangenomen. Tijdens het interbellum werd de gemeente een links bolwerk waar in 1936 het Front Populaire zegevierde.
Vitry-sur-Seine kwam in 2002 negatief in het nieuws door de moord op Sohane Benziane, een achttienjarige vrouw van Algerijnse afkomst, die door haar negentienjarige ex-vriend in brand werd gestoken en daarbij om het leven kwam. Het motief voor de aanval was religieuze intolerantie, omdat ze weigerde een hoofddoek te dragen.

## Geografie
De oppervlakte van Vitry-sur-Seine bedroeg op 1 januari 2022 11,67 vierkante kilometer; de bevolkingsdichtheid was toen 8.164,7 inwoners per km². Het stadsgebied kan worden opgedeeld in drie afzonderlijke delen: het centrum met talrijke cités HLM (sociale woningbouwprojecten), de buitenwijken die tot de middenklasse behoren, en een groot industriegebied langs de rivier de Seine. De gemeente is administratief in twee kantons verdeeld: Vitry-sur-Seine-1 (noordelijk deel) en Vitry-sur-Seine-2 (zuidelijk deel).
Onderstaande kaart toont de ligging van Vitry-sur-Seine binnen de Parijse agglomeratie met de belangrijkste infrastructuur en aangrenzende gemeenten: Ivry-sur-Seine, Villejuif, Chevilly-Larue, Thiais, Choisy-le-Roi en Alfortville.

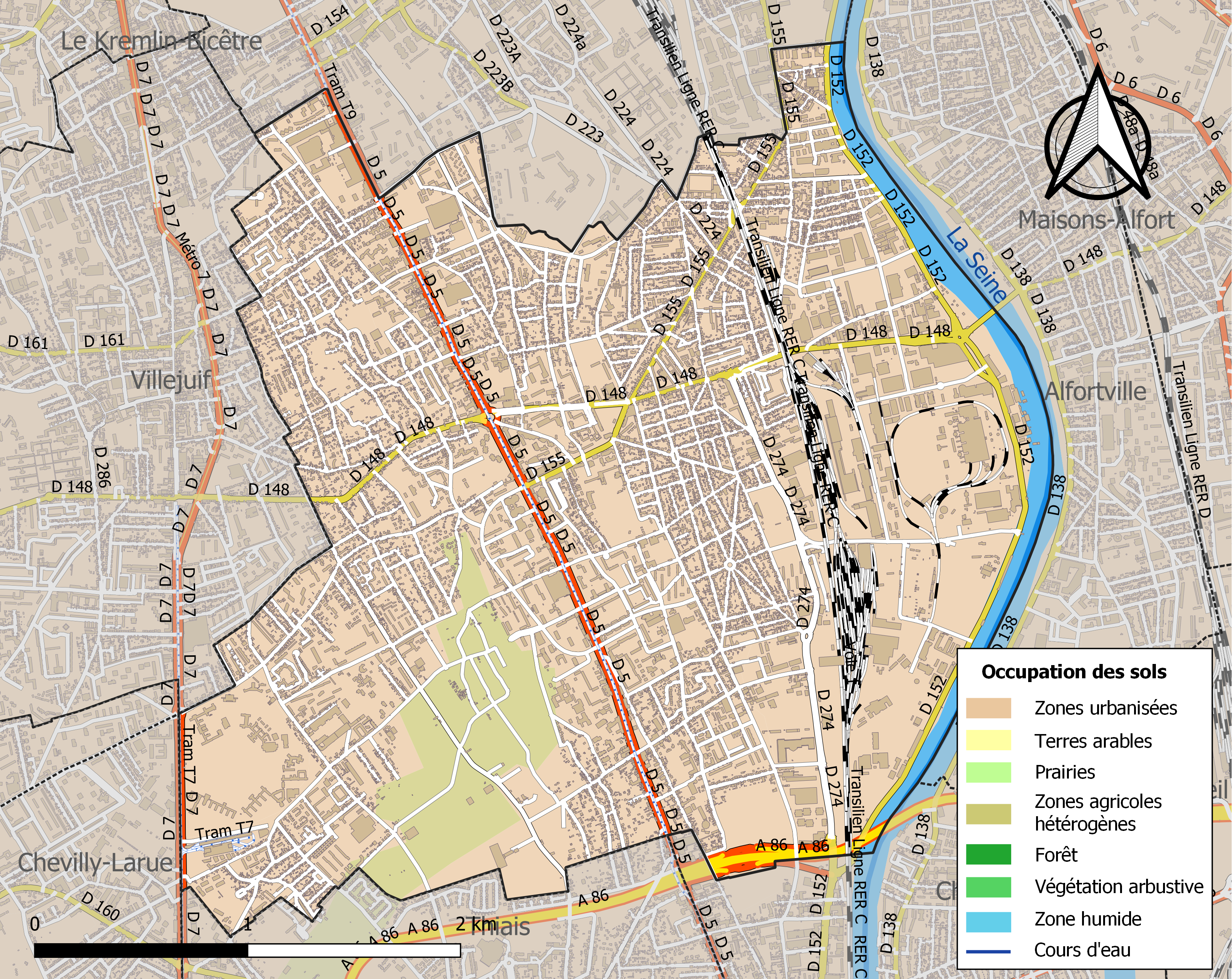

## Demografie
Vitry-sur-Seine beleefde in de twintigste eeuw een stormachtige bevolkingsgroei. In het begin van de eeuw had de plaats minder dan tienduizend inwoners; in 2021 waren dat er bijna honderdduizend. Onderstaande figuur toont het naoorlogse verloop van het inwonertal (bron: INSEE-tellingen).

Vitry-sur-Seine was in 2017 qua bevolkingsaantal de 46e stad van Frankrijk en de zevende van het Île-de-France. Het werkloosheidspercentage bedroeg er 26,5%, terwijl het nationale gemiddelde onder de 10% lag. Meer dan een kwart van de bevolking was in 1999 buiten (Europees) Frankrijk geboren, waarvan 16% buiten de EU.

## Transport
Vitry-sur-Seine heeft twee stations aan de RER C-lijn: Station Vitry-sur-Seine en Station Les Ardoines.
Sinds 2021 is de tramlijn T9 in gebruik genomen, die Vitry-sur-Seine verbindt met het Parijse metrostation Porte de Choisy en het centrum van Orly. De tram heeft haltes bij onder andere het gemeentehuis van Vitry en het museum MAC-VAL.
De luchthaven Parijs-Orly ligt vlakbij Vitry-sur-Seine.

## Cultuur
Anno 2024 telde de gemeente twee gebouwen beschermd als monument historique:
- kerk Saint-Germain (12e - 14e eeuw)
- Bibliothèque Nelson Mandela (gevestigd in een stadspaleis uit de 18e eeuw)

Het Musée d'Art Contemporain du Val-de-Marne (MAC/VAL) is een museum voor moderne kunst dat in 2005 werd geopend. Het museum bezit ruim duizend kunstwerken, voornamelijk van Franse kunstenaars.
Vitry heeft een belangrijke rol gespeeld in de ontwikkeling van de hiphopbeweging in Frankrijk. De rapgroep 113 is hier in 1994 opgericht. De plaats is tevens een centrum voor de street art.

## In fictie

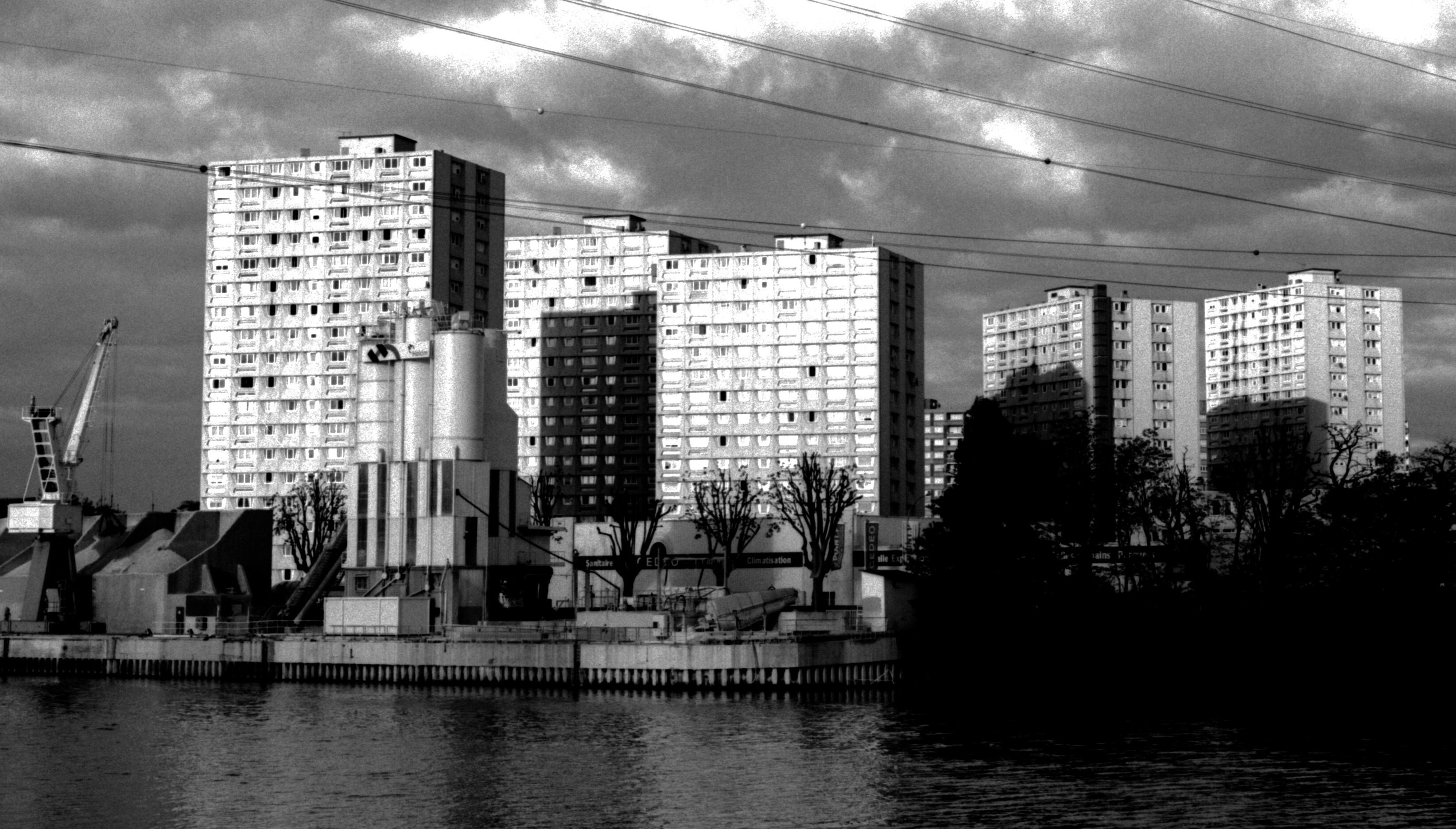
Woongebouwen in Vitry-sur-Seine (2009)

In de debuutroman De wereld als markt en strijd (1994) van de Franse schrijver Michel Houellebecq wordt Vitry-sur-Seine voorgesteld als een plaats die men beter kan mijden. Een vriend van de hoofdpersoon is er pastoor geworden, "geen gemakkelijke parochie"; hij telt slechts vijf regelmatige kerkgangers: vier Afrikanen en een oude Bretonse weduwe. Die laatste wordt aangevallen, belandt met lichte verwondingen in het ziekenhuis, waar ze zonder pardon wordt geëuthanaseerd. De hoofdpersoon bezoekt zijn vriend in zijn flatje in Vitry: "Twee jonge Arabieren volgden me met hun blik, een van hen spoog op de grond toen ik voorbijkwam. In ieder geval had hij me niet in mijn gezicht gespogen."

## Partnersteden
Vitry-sur-Seine onderhoudt jumelages met:
- Burnley, Engeland (1958)
- Kladno, Tsjechië (1966)
- Meißen, Duitsland (1973)

## Bekende inwoners
- Raymond Cordy (1898-1956), acteur
- Jean Dréville (1906-1997), filmregisseur
- Arsène Tchakarian (1916-2018), historicus, verzetsstrijder
- Daniel Duval (1944), acteur en filmregisseur
- Cerrone (1952), musicus, producer
- Mokobé Traoré (1976), rapper
- Housni Mkouboi ("Rohff") (1977), rapper
- Abdelkarim Brahmi-Benalla ("Rim'K") (1978), rapper
- Sohane Benziane (1984-2002), slachtoffer van moord
- Jimmy Briand (1985), voetballer
- Jérémy Ménez (1987), voetballer
- Cédric Bakambu (1991), voetballer
- Maé-Bérénice Méité (1994), kunstschaatsster
- Lucas Hauchard ("Squeezy") (1996), youtuber
- Yacin Adli (2000), voetballer